# Градина (Плевенська область)
Гради́на (болг. Градина) — село в Плевенській області Болгарії. Входить до складу общини Долішній Дибник.

## Населення
За даними перепису населення 2011 року у селі проживали 486 осіб.
Національний склад населення села:
| Національність   | Кількість осіб | Відсоток |
| ---------------- | -------------- | -------- |
| болгари          | 349            | 94,3%    |
| турки            | 9              | 2,4%     |
| цигани           | 0              | 0%       |
| інша             | 0              | 0%       |
| не визначились   | 12             | 3,2%     |
| Всього відповіли | 370            |          |

Розподіл населення за віком у 2011 році:
Динаміка населення: